# Chau Doc

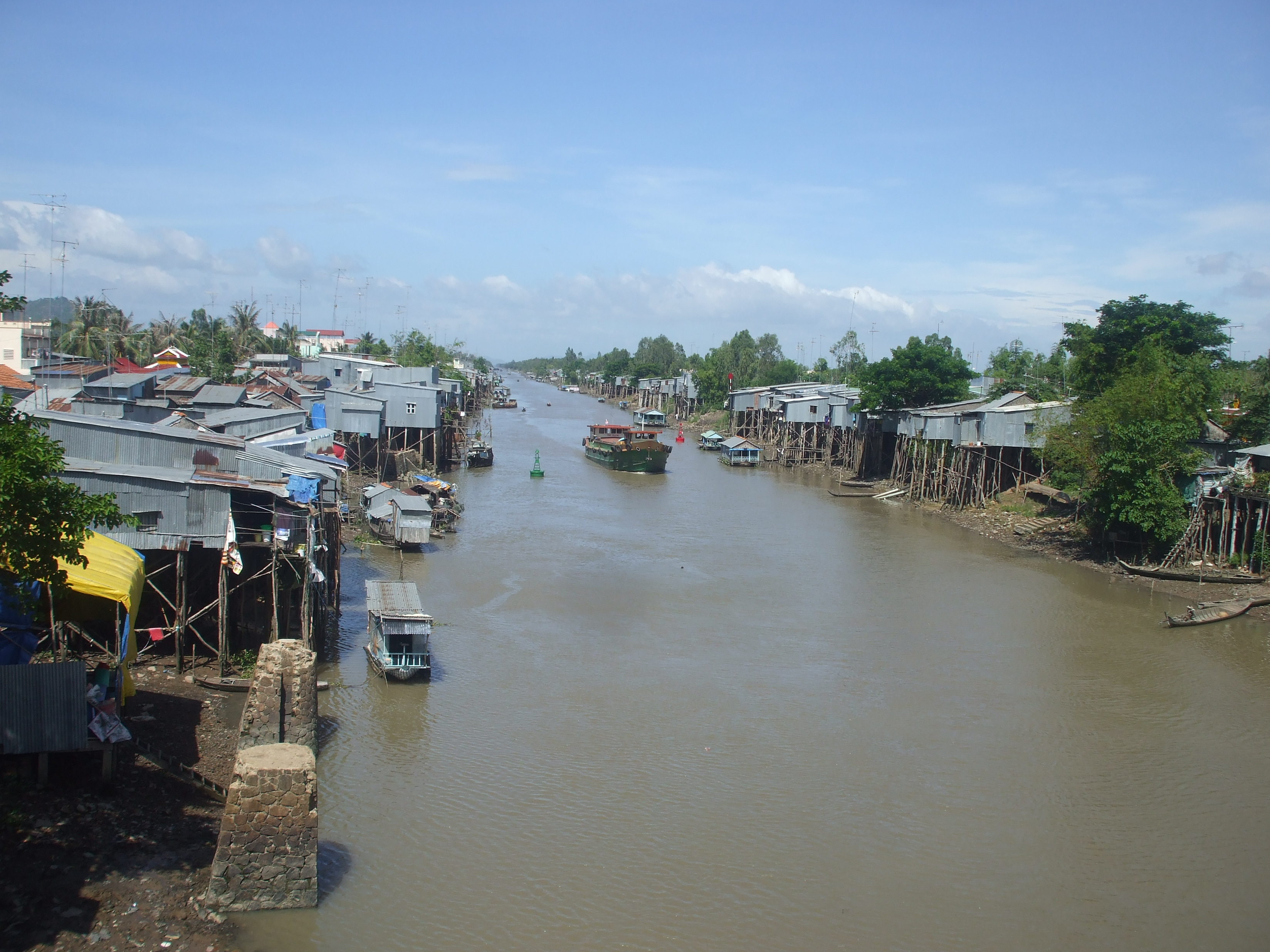
Chau Doc, med Vinh Te-kanalen.

Chau Doc (på vietnamesiska Châu Đốc) är en stad i Vietnam och den näst största staden i provinsen An Giang, belägen på gränsen till Kambodja. Folkmängden uppgick till 111 620 invånare vid folkräkningen 2009, varav 92 667 invånare bodde i själva centralorten.